# Flora Sandes
Flora Sandes (22 de enero de 1876 – 24 de noviembre de 1956) fue una mujer británica que sirvió como oficial del Ejército Real Serbio en la Primera Guerra Mundial. Fue la única mujer británica que sirvió oficialmente como soldado en la Primera Guerra Mundial. Inicialmente enfermera voluntaria en St. John Ambulance, viajó al Reino de Serbia, dónde, en la confusión de la guerra, fue formalmente inscrita en el ejército serbio. Posteriormente fue promovida al rango de sargento mayor, y, después de la guerra, a capitán. Fue condecorada con siete medallas.

## Biografía

### Primeros años
Flora Sandes nació el 22 de enero de 1876 en Nether Poppleton, Yorkshire, la hija más joven de una numerosa familia irlandesa. El padre de los ocho hermanos era el reverendo Samuel Dickson Sandes (1822–1914), el antiguo rector de Whitchurch, County Cork, y su madre era Sophia Julia (de soltera, Besnard). Cuándo tenía nueve años, la familia se mudó a Marlesford, Suffolk; y más tarde a Thornton Heath, cerca de Croydon, Surrey. De niña fue educada en casa por institutrices. Disfrutaba con la esgrima, montando a caballo y disparando y decía que le gustaría haber nacido chico para así practicar sin impedimento actividades entonces consideradas poco femeninas. Años después aprendió a conducir, y conducía un viejo bólido francés. Desde la adolescencia trabajó como secretaria. En su tiempo libre Sandes entrenaba con la First Aid Nursing Yeomanry (FANY), fundada en 1907, una organización paramilitar montada exclusivamente por mujeres, que enseñaba primeros auxilios, equitación, señalización y simulacros de accidentes. Dejó la FANY en 1910 para unirse a otra renegada de la FANY, Mabel St Clair Stobart, en la formación del Women's Sick & Wounded Convoy. El convoy sanitario entró en servicio en Serbia y Bulgaria en 1912 durante la primera guerra balcánica. Al estallar la Primera Guerra Mundial en 1914 ella se presentó como enfermera voluntaria, pero fue rechazada debido a su carencia de cualificaciones.

### Carrera militar
Sandes sin embargo se unió a la St. John Ambulance, una unidad de ambulancias formada y dirigida por la enfermera estadounidense Mabel Grouitch, y el 12 de agosto de 1914 abandonó Inglaterra camino de Serbia con un grupo de 36 mujeres para ayudar en las crisis humanitarias allí. Llegaron a la ciudad de Kragujevac que era la base de las fuerzas serbias que luchaban contra la ofensiva austro-húngara. Sandes se unió a la Cruz Roja serbia y trabajó en una ambulancia para el Segundo Regimiento de Infantería del Ejército serbio. Durante la difícil retirada al mar a través de Albania, Sandes quedó separada de su unidad y, para su propia seguridad (concretamente para obtener raciones alimentarias), se inscribió como soldado en un regimiento serbio. Era de los pocos ejércitos en la época que ya permitía el ingreso de mujeres. Ella pronto alcanzó el rango de cabo. En 1916, durante el avance serbio en Bitola (Monastir), Sandes fue gravemente herida por una granada de mano en un combate cuerpo a cuerpo. Posteriormente recibió la condecoración más alta del Ejército serbio, la Orden de la Estrella de Karađorđe. Al mismo tiempo, fue promovida al rango de sargento mayor.
También en 1916, Sandes publicó su autobiografía, Una sargento inglesa en el Ejército serbio, basada en sus cartas y diarios durante la contienda. Utilizó esta publicación para ayudar a recaudar fondos para el Ejército serbio. Con Evelina Haverfield fundó el Hon. Evelina Haverfield and Sergt-Mayor Flora Sandes Found para promover comodidades para prisioneros y soldados serbios. Incapaz de continuar luchando debido a sus lesiones, pasó el resto de la guerra en un hospital. Al final de la guerra fue comisionada como oficial (la primera mujer en ser comisionada), y finalmente desmovilizada en octubre de 1922.

### Vida posterior
En mayo de 1927, Sandes se casó con Yuri Yudenitch, un ruso amigo y antiguo general del Ejército Blanco. Vivieron un tiempo en Francia, pero después regresaron a Serbia (la cual por entonces formaba parte del Reino de Yugoslavia), y se instalaron en Belgrado. Entre otros trabajos, Sandes condujo el primer servicio de taxi que hubo en Belgrado. También en 1927, publicó una segunda autobiografía. Dio numerosas conferencias sobre sus experiencias de guerra en el Reino Unido, Australia, Nueva Zelanda, Francia, Canadá y los Estados Unidos. Llevaba puesto su uniforme militar mientras daba sus conferencias.
Cuando Alemania lanzó un ataque sobre Yugoslavia en abril de 1941, Sandes y Yudenitch fueron llamados al servicio militar, pero la invasión terminó antes de que pudieran asumir sus deberes militares. Fueron brevemente detenidos por la Gestapo, pero liberados a los pocos días bajo palabra. Yudenitch cayó enfermo, fue trasladado a un hospital, y murió allí en septiembre de 1941.
Sandes posteriormente regresó a Inglaterra. Pasó sus últimos años de vida en Suffolk. Vivía cerca de Wickham Market. Murió en Bury St Edmunds en el West Suffolk Hospital el 24 de noviembre de 1956.

## Legado
En 2009 una calle en Belgrado fue nombrada en su honor.

## En la cultura popular

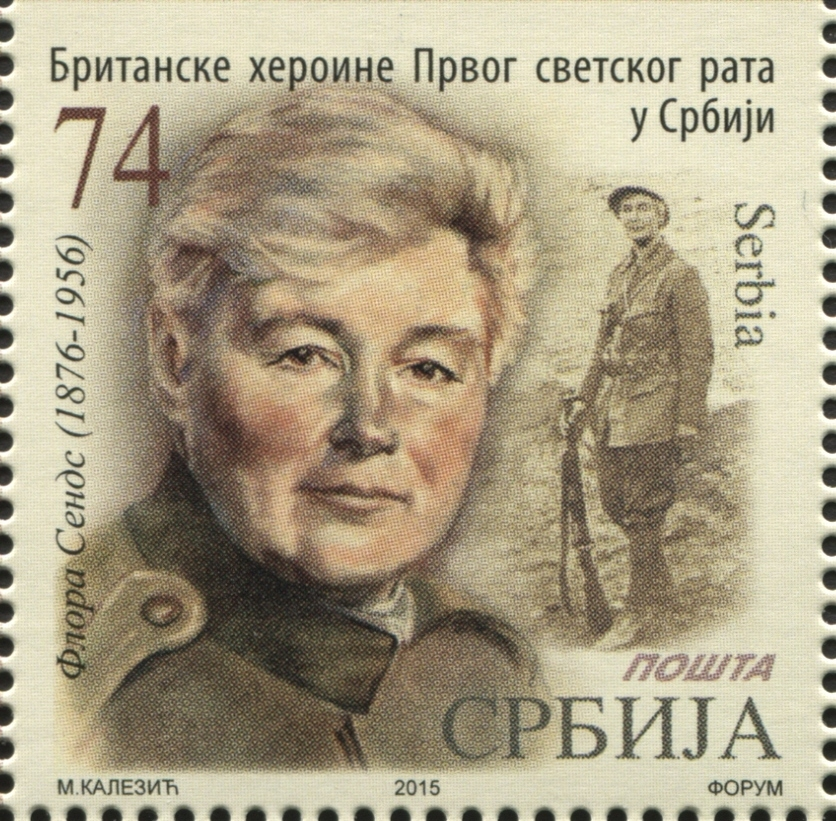
Sandes en un sello serbio de 2015.

- Our Englishwoman, una película televisiva basada en la biografía de Flora Sandes y dirigida por Slobodan Radovitch, fue producida en 1997 por el servicio serbio de radiodifusión RTS.
- Hay un pub llamado "The Flora Sandes" en su honor en Thornton Heath.
- La última pista del álbum England Green and England Grey de Reg Meuross es The Ballad of Flora Sandes. Es una interpretación  de su vida.

### Autobiografías
- An English Woman-Sergeant in the Serbian Army. London: Hodder & Stoughton. 1916.Londres: Hodder & Stoughton.
- The Autobiography of a Woman Soldier: A Brief Record of Adventure with the Serbian Army 1916–1919. London: H.F. & G. Witherby. 1927.Londres: H.F. & G. Witherby.

### Otras fuentes
- Anon. (1 de diciembre de 1956). «Obituary: Miss Flora Sandes: Combatant in Serbian Army». London. p. 8. London. p. 8.  ((requiere suscripción)  )
- The Lovely Sergeant. London: Heinemann. 1963.Londres: Heinemann.  (Este trabajo está basado en Sandes' dos autobiografías y otras fuentes históricas, pero también incluye pasos y diálogo imaginativos.)
- «A Nurse and a Soldier: Gender, Class and National Identity in the First World War Adventures of Grace McDougall and Flora Sandes». Women's History Review 15: 83-103. 2006. doi:10.1080/09612020500440903.  (1): 83@–103. doi:10.1080/09612020500440903.
- «Captain Flora Sandes of the Serbian Army». Irish Sword 25: 419-436. 2005–2006. : 419–436.
- A Fine Brother: The Life of Captain Flora Sandes. Richmond, Surrey: Alma Books. 2012. ISBN 9781846881848.
- «Flora Sandes: Military Maid». History Today 39: 42-48. 1989. Hoy.  (3): 42@–48.
- Amazons and Military Maids: women who dressed as men in the pursuit of life, liberty and happiness. Pandora. 1989. ISBN 0-04-440356-9. (enlace roto disponible en Internet Archive; véase el historial, la primera versión y la última).
- Wheelwright, Julie (2004). "Yudenitch [Yudenich], Flora Sandes (1876–1956)". Yudenitch [Yudenich], Flora Sandes (1876–1956) (online edición). Oxford University Press. doi:10.1093/ref:odnb/49662. (on-line ed.). Oxford Prensa universitaria. doi:10.1093/ref:odnb/49662.  ((requiere suscripción)  )

- Datos: Q12760643
- Multimedia: Flora Sandes / Q12760643